# Samsung Galaxy Note 9
Samsung Galaxy Note 9 (estilizado como Samsung Galaxy Note9) é um smartphone do tipo phablet com sistema operacional Android, projetado, desenvolvido, produzido e comercializado pela Samsung Electronics e que faz parte da série de smartphones top de linha Galaxy Note. Foi anunciado em 9 de agosto de 2018 e lançado no dia 24 do mesmo mês e ano, sendo o sucessor do Samsung Galaxy Note 8.
Foi considerado o "Melhor smartphone do ano" pela Consumer Reports, e um dos motivos que o fez receber esse título foi a sua resistência ao apresentar pouquíssimos estragos visuais ao cair 100 vezes de uma altura de 80 centímetros. O smartphone está disponível em seis cores, são elas, azul oceano, preto meia-noite, roxo lavanda, cobre metálico, prata nublado e branco alpino.

## Especificações
O Note 9 possui uma tela Super AMOLED de 6,4 polegadas (162,56 mm) com resolução 2960x1440 (Quad HD) e com uma proporção de 18,5:9. O design da tela é semelhante ao do Note 8, que é uma tela praticamente sem moldura que a Samsung chama de "Infinity Display".
O Note 9 nos EUA, Canadá, China, Japão e América Latina é vendido com o SoC Qualcomm Snapdragon 845 nos aparelhos, enquanto que no resto do mundo é com o Samsung Exynos 9810. Possui opções de armazenamento de 128 GB e 512 GB, sendo que o modelo de 128 GB possui 6 GB de RAM e o de 512 GB possui 8 GB de RAM. Todos os modelos possuem um slot para um cartão microSD que armazene no máximo 512 gigabytes de dados, expandindo o armazenamento em até 1 terabyte no caso do modelo de 512 GB.
Note 9 possui um grau de proteção IP68 (que é a resistência à água e poeira), uma porta de conexão USB-C e uma saída de 3,5 mm para fones de ouvido. O telefone é feito de metal.
Note 9 também possui o recurso de carregamento rápido sem fio através do padrão Qi. A bateria dele de 4000 mAh é significativamente maior em relação aos telefones Samsung Galaxy anteriores, como o Note ⁠8, que veio com a bateria de 3300 AhmAh a mesma do que a do ⁠⁠Note 7.
O leitor de impressão digital foi movido para abaixo da câmera traseira, assim como no S9 e S9 +, ao invés de estar à esquerda dela como no Note 8.
Como parte do interesse da Samsung em permitir aos jogadores partidas mais longas em suas jogatinas sem limitação térmica, o telefone tem um sistema de resfriamento onde há um tubo a vácuo que transporta algum tipo de líquido (provavelmente água) para as áreas mais quentes e frias do telefone.
A maior mudança no Note 9 foi na S-Pen. A S-Pen agora possui uma bateria que carrega por 40 segundos completamente quando a caneta é encaixada no aparelho, além de também ter recursos Bluetooth, a capacidade de tocar em um botão para executar determinadas tarefas, como avançar ou retroceder nas apresentações e tirar fotos.
O Note 9 foi vendido inicialmente com o sistema operacional Android Oreo junto com a interface Samsung Experience 9.5. O telefone foi atualizado posteriormente para o Android 10 com o One UI.